# The Black Donnellys
The Black Donnellys é uma série dramática da NBC que estreou em 26 de fevereiro de 2007 e foi ao ar em 2 de abril de 2007. A série acompanha quatro jovens irmãos católicos romanos irlandeses-americanos na vizinhança de New York City Hell's Kitchen, e seu envolvimento com pequenas e máscaras. Mobília Irlandesa crime organizado.
A série mostra a vida de quatro jovens, descendentes de irlandeses, em Nova Iorque, e o envolvimento dos quatro com o mundo do crime organizado. A história é narrada por um amigo de infância dos jovens, Joey "Ice Cream". Apesar de se passar nos tempos atuais, o seriado está cheio de histórias antigas e temas icônicos, além disso, o episódio piloto mostra a tradicional rivalidade entre irlandeses e italianos.
O seriado foi criado por Paul Haggis e Robert Moresco, seu elenco incluiu Jonathan Tucker e Olivia Wilde.
Na criação da série, Paul Haggis, nativo de London, em Ontário, baseou-se fortemente numa história de sua cidade, que girava em torno da família Donnelly, e o massacre associado ao seu nome.
No Brasil, foi exibido toda terça-feira, às 20:00 no canal AXN e a partir de segunda-feira, 10 de dezembro de 2007, começou a ser exibido no canal Record.
Em Portugal a série estreou em Maio de 2008 no canal FOX Crime. Foi exibida em 2015 na TVI.

## Elenco
- Jonathan Tucker como Tommy Donnelly
- Tom Guiry como Jimmy Donnelly
- Billy Lush como Kevin Donnelly
- Michael Stahl-David como Sean Donnelly
- Olivia Wilde como Jenny Reilly
- Kevin Conway como Ian Reilly
- Keith Nobbs como Joey "Ice Cream"
- Kirk Acevedo como Nicky Cottero
- Michael Rispori como Alo
- Peter Greene como Derek "Dokey" Farrell
- Molly Schaffer como Kate Farrell
- Betsy Beutler como Joanie
- James Badge Dale como Samson Dawlish
- Kate Mulgrew como Helen Donnelly

## Curiosidades
- O nome provisório da série era The Truth According to Joey "Ice Cream", que em uma tradução literal para o português se chamaria: A Verdade de Acordo com Joey "Ice Cream".
- O episódio God is a Comedian não foi ao ar, a NBC cancelou sua exibição por conter muita violência e cenas fortes. Entretanto, ele pôde ser visto no site oficial da emissora.
- Os canais a cabo Bravo e USA continuaram a exibir reprises de The Black Donnellys ao longo da temporada 2006 - 2007.